# Keene High School
Pour les articles homonymes, voir KHS.
Keene High School (surnommé communément d'après son sigle KHS) est une école secondaire publique située à Keene, New Hampshire, États-Unis. Les élèves viennent de Keene et les alentours, y compris les villages de Chesterfield, Harrisville, Marlborough, Marlow, Nelson, Surry, Westmoreland et Winchester. 
Le Cheshire Career Center (le Centre des métiers du comté Cheshire), un centre d'éducation communautaire, se situe dans l'annexe sud de l'édifice. 
Les autres écoles secondaires de la région sont Monadnock Regional High School à Swanzey, Contoocook Valley Regional High School à Peterborough, Conant High School à Jaffrey et Fall Mountain Regional High School à Langdon. 
À compter de l'année scolaire 2008-2009, l'école avait une inscription d'approximativement 1 750 élèves et 134,5 professeurs, pour un rapport élève/professeur de 13,0. En moyenne, 58 % des élèves poursuivent les programmes d'études universitaires de 4 ans, alors que 19 % poursuivent des programmes de 2 ans ou vont aux écoles polytechniques. C'est-à-dire 71 % des diplômés poursuivent une éducation post-secondaire. 

## Programmes d'échanges culturels internationaux
Les élèves du français, ainsi que ceux du Monadnock Regional High School, une école voisine, ont l'occasion de faire un échange culturel avec le Lycée Lumière à Luxeuil-les-Bains, en Franche-Comté. Les élèves de l'espagnol peuvent profiter d'un échange avec le Colegio Agave à Almérie, en Espagne. 